# Польське агентство інвестицій і торгівлі
Польська агенція інвестицій та торгівлі (пол. Polska agencja Inwestycji i handlu, PAIH) – польське урядове агентство, яке сприяє розвитку польського експорту та залучення інвестицій у Польщу. Представництво в Україні відкрито у 2018 році, його очолює Кароль Кубіца.
Агентство створено у 2003 році внаслідок злиття Польського агентства іноземних інвестицій та Польського інформаційного агентства. У лютому 2017 року агентство отримало нинішню назву і було включено до групи Польського фонду розвитку.
PAIH має представників на 70 ринках на всіх континентах. З середини 2023 року група експертів PAIH, які надають підтримку польському бізнесу у співпраці з Україною, стала найчисленнішою, випередивши групу супроводу польського бізнесу у США.
З початком повномасштабного вторгнення у 2022 році PAIH евакуювала київський офіс до Варшави. Частину центрального офісу агенції у Варшаві було перетворено на коворкінг для українських підприємців. На базі PAIH було відкрито представництво Дія.Бізнес. За сприяння PAIH кілька українських компаній реалізували інвестиційні проекти у Польщі.
У липні 2023 році київський офіс PAIH відновив роботу в Києві і є основним місцем зустрічі представників уряду Польщі, зокрема, Міністерства розвитку і технологій Польщі, та польських компаній, які працюють в Україні. Фактично PAIH є «голосом» польського бізнесу, що працює чи планує почати працювати в Україні.
Разом з КредоБанком (дочірній банк польського державного банка PKO) та Корпорацією страхування експортних кредитів (KUKE) є частиною екосистеми, яка просуває, фінансує та страхує польський бізнес в Україні та світі.
Київський офіс PAIH уклав угоди про співпрацю з UkraineInvest, Міжнародним співтовариством польських підприємців в Україні, Польсько-Українською торгово-промисловою палатою, Спілкою українського бізнесу в Польщі.

## PAIH і відбудова України
PAIH створила реєстр польських компаній, які готові взяти участь у відбудові України. Станом на липень 2022 в реєстрі було 420 польських компаній. На початок 2023 року їх кількість зросла до 1750. На початок 2024 року кількість компаній у реєстрі перевищила 3 тисячі.
Впродовж 2022-2023 років київський офіс PAIH організував цикл з восьми онлайн-конференцій для польського бізнесу. Найбільш перспективними напрямками для співпраці польські підприємці називають будівельну, енергетичну, харчову, фармацевтичну, медичну, машинобудівну галузі, АПК, транспортну галузь та IT.

## Місія
Найбільш затребуваними послугами PAIH є перевірка бізнес-партнерів, організація комунікації з урахуванням культурних особливостей ринків, аналіз експортного потенціалу ринків, консультації з всього переліку питань глобального розвитку бізнесу.
Слоган PAIH – «Експорт починається тут». У першому півріччі 2023 року кількість укладених за участі PAIH експортних контрактів зросла на 70% у порівнянні з попереднім періодом. Впродовж 2022 року PAIH сприяв розвитку бізнесу 4,7 тисяч польських та 1,4 тисяч компаній з інших країн світу.
У 2023 році за сприяння PAIH в Польщу було залучено 7,5 млрд євро прямих іноземних інвестицій, що є рекордним показником і становить 25% від загального притоку інвестицій. 